# Festival Nacional del Manito
El Festival Nacional del Manito Ocueño es un festival folklórico de Panamá. Se realiza la segunda semana cada mes de agosto, según Ley Nacional. Se le llamó Festival Nacional del Manito, pues Manito es una palabra que representa la hermandad entre hermanos, característica de los ocueños que acostumbran a saludarse de mano y decir Ta' la Manito.
El festival fue ideado por un grupo de educadores ocúeños, que vieron la necesidad de formalizar aquellos festivales y ferias que se realizaban en Ocú por sus ancestros desde los tiempos en que Panamá aún se encontraba unida a Colombia. Fue en el mes de agosto del año 1967 (cuando se le pone un nombre a aquellas festividades realizadas desde inicios de la República de Panamá) que se celebra de una manera más formal este festival.
Pero no fue hasta diciembre de 1999, cuando se alcanza la aprobación de la Ley 53, que se declara al Festival Nacional del manito en Ocú, como Fiesta Folclórica Nacional de la República de Panamá. Ocú, el pueblo sede del Festival Nacional del Manito, está ubicado en la Provincia de Herrera, República de Panamá.
Algunos Bailes Ocueños
Mejorana por 25,
Cumbia Zapateada,
Socavón HEE HEE Llanero,
La Gallinera,
El Zapato,
El Ponchon
La Maruchan (Popular baile, que sirve de antesala al Tradicional Duelo del Tamarindo, una tradición en la que dos hombres se enfrentan a muerte por Honor o por el Amor de muchas Mujeres).